# Olaszország az 1998. évi téli olimpiai játékokon
Olaszország a japán Naganóban megrendezett 1998. évi téli olimpiai játékok egyik részt vevő nemzete volt. Az országot az olimpián 13 sportágban 113 sportoló képviselte, akik összesen 10 érmet szereztek.

## Érmesek
| Érem  | Versenyző                                                          | Sportág   | Versenyszám                  |
| ----- | ------------------------------------------------------------------ | --------- | ---------------------------- |
| Arany | Deborah Compagnoni                                                 | Alpesisí  | Női óriás-műlesiklás         |
| Arany | Günther Huber Antonio Tartaglia                                    | Bob       | Férfi kettes                 |
| Ezüst | Deborah Compagnoni                                                 | Alpesisí  | Női műlesiklás               |
| Ezüst | Pieralberto Carrara                                                | Biatlon   | Férfi 20 km egyéni indításos |
| Ezüst | Marco Albarello Fulvio Valbusa Fabio Maj Silvio Fauner             | Sífutás   | Férfi 4 × 10 km váltó        |
| Ezüst | Stefania Belmondo                                                  | Sífutás   | Női 30 km                    |
| Ezüst | Thomas Prugger                                                     | Snowboard | Férfi giant slalom           |
| Ezüst | Armin Zöggeler                                                     | Szánkó    | Férfi egyes                  |
| Bronz | Silvio Fauner                                                      | Sífutás   | Férfi 30 km                  |
| Bronz | Karin Moroder Gabriella Paruzzi Manuela Di Centa Stefania Belmondo | Sífutás   | Női 4 × 5 km váltó           |

## Alpesisí
Férfi
| Versenyző          | Versenyszám            | 1. futam      | 1. futam      | 2. futam      | 2. futam      | Összesítés    | Összesítés    |
| Versenyző          | Versenyszám            | Idő           | Hely.         | Idő           | Hely.         | Idő           | Helyezés      |
| ------------------ | ---------------------- | ------------- | ------------- | ------------- | ------------- | ------------- | ------------- |
| Sergio Bergamelli  | Óriás-műlesiklás       | 1:22,38       | 16.           | 1:20,40       | 17.           | 2:42,78       | 16.           |
| Luca Cattaneo      | Lesiklás               |               |               |               |               | nem ért célba | nem ért célba |
| Alessandro Fattori | Szuperóriás-műlesiklás |               |               |               |               | 1:35,61       | 4.            |
| Kristian Ghedina   | Lesiklás               |               |               |               |               | 1:50,76       | 6.            |
| Kristian Ghedina   | Szuperóriás-műlesiklás |               |               |               |               | 1:36,70       | 16.           |
| Patrick Holzer     | Óriás-műlesiklás       | 1:22,39       | 17.           | nem ért célba | nem ért célba | kiesett       | kiesett       |
| Matteo Nana        | Műlesiklás             | 56,59         | 12.           | 55,37         | 9.            | 1:51,96       | 11.           |
| Matteo Nana        | Óriás-műlesiklás       | 1:22,43       | 18.           | 1:19,94       | 15.           | 2:42,37       | 15.           |
| Werner Perathoner  | Lesiklás               |               |               |               |               | 1:52,36       | 16.           |
| Werner Perathoner  | Szuperóriás-műlesiklás |               |               |               |               | 1:36,64       | 15.           |
| Peter Runggaldier  | Lesiklás               |               |               |               |               | nem ért célba | nem ért célba |
| Peter Runggaldier  | Szuperóriás-műlesiklás |               |               |               |               | 1:37,00       | 19.*          |
| Fabrizio Tescari   | Műlesiklás             | nem ért célba | nem ért célba | kiesett       | kiesett       | kiesett       | kiesett       |
| Alberto Tomba      | Műlesiklás             | 57,00         | 17.           | nem ért célba | nem ért célba | kiesett       | kiesett       |
| Alberto Tomba      | Óriás-műlesiklás       | nem ért célba | nem ért célba | kiesett       | kiesett       | kiesett       | kiesett       |
| Angelo Weiss       | Műlesiklás             | 56,87         | 15.           | 55,93         | 15.           | 1:52,80       | 16.           |

| Versenyző          | Versenyszám | Műlesiklás | Műlesiklás | Műlesiklás | Műlesiklás | Műlesiklás | Műlesiklás | Lesiklás      | Lesiklás      | Összesítés | Összesítés |         |         |
| Versenyző          | Versenyszám | 1. futam   | 1. futam   | 2. futam   | 2. futam   | Össz.      | Össz.      | Lesiklás      | Lesiklás      | Összesítés | Összesítés |         |         |
| Versenyző          | Versenyszám | Idő        | Hely.      | Idő        | Hely.      | Idő        | Hely.      | Idő           | Hely.         | Idő        | Helyezés   |         |         |
| ------------------ | ----------- | ---------- | ---------- | ---------- | ---------- | ---------- | ---------- | ------------- | ------------- | ---------- | ---------- | ------- | ------- |
| Luca Cattaneo      | Összetett   | 53,59      | 15.        | 49,33      | 13.        | 1:42,92    | 12.        | nem ért célba | nem ért célba | kiesett    | kiesett    |         |         |
| Alessandro Fattori | Összetett   | 55,45      | 20.        | 45,26      | 4.         | 1:40,71    | 11.        | 1:36,29       | 7.            | 3:17,00    | 6.         |         |         |
| Kristian Ghedina   | Összetett   | 51,58      | 14.        | 48,77      | 11.        | 1:40,35    | 10.        | nem ért célba | nem ért célba | kiesett    | kiesett    | kiesett | kiesett |
| Erik Seletto       | Összetett   | 56,30      | 21.        | 51,16      | 16.        | 1:47,46    | 17.        | 1:35,77       | 4.            | 3:23,23    | 10.        |         |         |

Női
| Versenyző            | Versenyszám            | 1. futam      | 1. futam      | 2. futam | 2. futam | Összesítés    | Összesítés    |
| Versenyző            | Versenyszám            | Idő           | Hely.         | Idő      | Hely.    | Idő           | Helyezés      |
| -------------------- | ---------------------- | ------------- | ------------- | -------- | -------- | ------------- | ------------- |
| Elisabetta Biavaschi | Műlesiklás             | nem ért célba | nem ért célba | kiesett  | kiesett  | kiesett       | kiesett       |
| Deborah Compagnoni   | Műlesiklás             | 45,29         | 1.            | 47,17    | 5.       | 1:32,46       |               |
| Deborah Compagnoni   | Óriás-műlesiklás       | 1:18,94       | 1.            | 1:31,65  | 1.       | 2:50,59       |               |
| Morena Gallizio      | Lesiklás               |               |               |          |          | 1:32,22       | 26.*          |
| Morena Gallizio      | Műlesiklás             | 46,93         | 11.           | 47,94    | 11.      | 1:34,87       | 8.            |
| Isolde Kostner       | Lesiklás               |               |               |          |          | nem ért célba | nem ért célba |
| Isolde Kostner       | Szuperóriás-műlesiklás |               |               |          |          | 1:18,62       | 11.           |
| Lara Magoni          | Műlesiklás             | 48,13         | 27.           | 48,50    | 14.      | 1:36,63       | 15.           |
| Alessandra Merlin    | Lesiklás               |               |               |          |          | 1:31,44       | 21.           |
| Barbara Merlin       | Szuperóriás-műlesiklás |               |               |          |          | 1:19,64       | 23.           |
| Sabina Panzanini     | Óriás-műlesiklás       | 1:20,97       | 10.           | 1:33,12  | 5.       | 2:54,09       | 8.            |
| Bibiana Perez        | Lesiklás               |               |               |          |          | 1:31,43       | 20.           |
| Bibiana Perez        | Szuperóriás-műlesiklás |               |               |          |          | 1:19,47       | 22.           |
| Karen Putzer         | Óriás-műlesiklás       | 1:22,15       | 19.           | 1:36,89  | 26.      | 2:59,04       | 23.           |
| Karen Putzer         | Szuperóriás-műlesiklás |               |               |          |          | 1:20,16       | 28.           |

| Versenyző       | Versenyszám | Lesiklás | Lesiklás | Műlesiklás    | Műlesiklás    | Műlesiklás | Műlesiklás | Műlesiklás | Műlesiklás | Összesítés | Összesítés |
| Versenyző       | Versenyszám | Lesiklás | Lesiklás | 1. futam      | 1. futam      | 2. futam   | 2. futam   | Össz.      | Össz.      | Összesítés | Összesítés |
| Versenyző       | Versenyszám | Idő      | Hely.    | Idő           | Hely.         | Idő        | Hely.      | Idő        | Hely.      | Idő        | Helyezés   |
| --------------- | ----------- | -------- | -------- | ------------- | ------------- | ---------- | ---------- | ---------- | ---------- | ---------- | ---------- |
| Bibiana Perez   | Összetett   | 1:30,54  | 10.      | nem ért célba | nem ért célba | kiesett    | kiesett    | kiesett    | kiesett    | kiesett    | kiesett    |
| Morena Gallizio | Összetett   | 1:30,60  | 11.      | 36,83         | 4.            | 35,09      | 5.         | 1:11,92    | 3.         | 2:42,52    | 5.         |

* - egy másik versenyzővel azonos eredményt ért el

## Biatlon
Férfi
| Versenyző                                                              | Versenyszám      | Lövőhiba    | Időeredmény | Helyezés |
| ---------------------------------------------------------------------- | ---------------- | ----------- | ----------- | -------- |
| Pieralberto Carrara                                                    | 10 km sprint     | 2 (1+1)     | 28:44,2     | 10.      |
| Pieralberto Carrara                                                    | 20 km egyéni     | 0 (0+0+0+0) | 56:21,9     |          |
| René Cattarinussi                                                      | 10 km sprint     | 4 (1+3)     | 30:50,0     | 52.      |
| René Cattarinussi                                                      | 20 km egyéni     | 3 (2+1+0+0) | 1:00:00,5   | 21.      |
| Patrick Favre                                                          | 20 km egyéni     | 7 (1+3+3+0) | 1:04:10,5   | 54.      |
| Hubert Leitgeb                                                         | 10 km sprint     | 1 (1+0)     | 30:10,0     | 35.      |
| Wilfried Pallhuber                                                     | 10 km sprint     | 1 (1+0)     | 28:50,1     | 14.      |
| Wilfried Pallhuber                                                     | 20 km egyéni     | 5 (2+1+2+0) | 1:02:07,7   | 41.      |
| Patrick Favre Wilfried Pallhuber René Cattarinussi Pieralberto Carrara | 4 × 7,5 km váltó | 1+17        | 1:25:07,3   | 9.       |

Női
| Versenyző       | Versenyszám   | Lövőhiba    | Időeredmény | Helyezés |
| --------------- | ------------- | ----------- | ----------- | -------- |
| Nathalie Santer | 7,5 km sprint | 1 (1+0)     | 23:59,6     | 10.      |
| Nathalie Santer | 15 km egyéni  | 4 (2+1+1+0) | 58:01,0     | 18.      |

## Bob
| Versenyző                                                           | Versenyszám | 1. futam | 1. futam | 2. futam | 2. futam | 3. futam | 3. futam | 4. futam | 4. futam | Összesítés | Összesítés |
| Versenyző                                                           | Versenyszám | Idő      | Hely.    | Idő      | Hely.    | Idő      | Hely.    | Idő      | Hely.    | Idő        | Helyezés   |
| ------------------------------------------------------------------- | ----------- | -------- | -------- | -------- | -------- | -------- | -------- | -------- | -------- | ---------- | ---------- |
| Günther Huber Antonio Tartaglia                                     | Kettes      | 54,51    | 1.       | 54,29    | 2.       | 54,17    | 3.       | 54,27    | 2.       | 3:37,24    | *          |
| Fabrizio Tosini Enrico Costa                                        | Kettes      | 55,07    | 13.      | 54,79    | 13.*     | 54,80    | 14.      | 54,95    | 15.      | 3:39,61    | 14.        |
| Günther Huber Antonio Tartaglia Massimiliano Rota Marco Menchini    | Négyes      | 53,84    | 16.      | 53,68    | 12.      | 53,91    | 12.      |          |          | 2:41,43    | 14.        |
| Fabrizio Tosini Andrea Pais de Libera Enrico Costa Sergio Chianella | Négyes      | 54,07    | 20.      | 54,09    | 20.      | 54,86    | 22.      |          |          | 2:43,02    | 20.        |

* - egy másik csapattal azonos eredményt ért el

## Északi összetett
| Versenyző    | Versenyszám | Síugrás | Síugrás | Síugrás    | Sífutás | Sífutás | Összesítés | Összesítés |
| Versenyző    | Versenyszám | Pont    | Hely.   | Időhátrány | Idő     | Hely.   | Idő        | Helyezés   |
| ------------ | ----------- | ------- | ------- | ---------- | ------- | ------- | ---------- | ---------- |
| Andrea Longo | Egyéni      | 199,0   | 30.     | +4:12      | 41:14,2 | 15.     | 45:26,2    | 22.        |

## Gyorskorcsolya
Férfi
| Versenyző        | Versenyszám | 1. futam | 1. futam | 2. futam | 2. futam | Eredmény | Helyezés |
| Versenyző        | Versenyszám | Idő      | Hely.    | Idő      | Hely.    | Eredmény | Helyezés |
| ---------------- | ----------- | -------- | -------- | -------- | -------- | -------- | -------- |
| Davide Carta     | 500 m       | 37,11    | 34.      | 36,80    | 27.      | 73,91    | 30.      |
| Davide Carta     | 1000 m      |          |          |          |          | 1:12,27  | 14.*     |
| Davide Carta     | 1500 m      |          |          |          |          | 1:52,44  | 23.      |
| Ermanno Ioriatti | 500 m       | 36,30    | 10.      | 36,36    | 12.      | 72,66    | 9.       |
| Ermanno Ioriatti | 1000 m      |          |          |          |          | 1:12,83  | 27.      |
| Ermanno Ioriatti | 1500 m      |          |          |          |          | 1:52,45  | 24.      |
| Roberto Sighel   | 5000 m      |          |          |          |          | 6:38,33  | 9.       |
| Roberto Sighel   | 10 000 m    |          |          |          |          | 13:46,85 | 9.       |

Női
| Versenyző   | Versenyszám | Eredmény | Helyezés |
| ----------- | ----------- | -------- | -------- |
| Elena Belci | 3000 m      | 4:16,62  | 11.      |
| Elena Belci | 5000 m      | 7:15,58  | 9.       |

* - egy másik versenyzővel azonos eredményt ért el

## Jégkorong

### Férfi
| Olasz nemzeti férfi jégkorongcsapat-játékoskeret | Olasz nemzeti férfi jégkorongcsapat-játékoskeret | Olasz nemzeti férfi jégkorongcsapat-játékoskeret |
| #                                                | Név                                              | Poszt                                            |
| ------------------------------------------------ | ------------------------------------------------ | ------------------------------------------------ |
| 1                                                | Mario Brunetta                                   | K                                                |
| 33                                               | David Delfino                                    | K                                                |
| 34                                               | Mike Anthony Rosati                              | K                                                |
| 4                                                | Robert Oberrauch                                 | V                                                |
| 5                                                | Leo Insam                                        | V                                                |
| 7                                                | Robert Nardella                                  | V                                                |
| 11                                               | Roland Ramoser                                   | V                                                |
| 25                                               | Chad Biafore                                     | V                                                |
| 26                                               | Lawrence Rucchin                                 | V                                                |
| 29                                               | Christopher Bartolone                            | V                                                |
| 37                                               | Michael Deangelis                                | V                                                |
| 9                                                | Dino Felicetti                                   | T                                                |
| 12                                               | Maurizio Mansi                                   | T                                                |
| 16                                               | Bruno Zarrillo                                   | T                                                |
| 17                                               | Gaetano Orlando                                  | T                                                |
| 19                                               | Patrick Brugnoli                                 | T                                                |
| 21                                               | Giuseppe Busillo                                 | T                                                |
| 22                                               | Stefano Margoni                                  | T                                                |
| 24                                               | Mario Brian Chitarroni                           | T                                                |
| 27                                               | Lucio Topatigh                                   | T                                                |
| 28                                               | Martin Pavlu                                     | T                                                |
| 77                                               | Markus Brunner                                   | T                                                |
| 91                                               | Stefan Figliuzzi                                 | T                                                |

- Posztok rövidítései: K – Kapus, V – Védő, T – Támadó

#### Eredmények
Selejtező
A csoport
| Csapat      | M | Gy | D | V | G+ | G– | Gk | P |
| ----------- | - | -- | - | - | -- | -- | -- | - |
| Kazahsztán  | 3 | 2  | 1 | 0 | 14 | 11 | +3 | 5 |
| Szlovákia   | 3 | 1  | 1 | 1 | 9  | 9  | 0  | 3 |
| Olaszország | 3 | 1  | 0 | 2 | 11 | 11 | 0  | 2 |
| Ausztria    | 3 | 0  | 2 | 1 | 9  | 12 | –3 | 2 |

| 1998. február 7. | Kazahsztán (KAZ) | 5 – 3 (1–3, 1–0, 3–0) | Olaszország | The Big Hat/ Aqua Wing Arena, Nagano Nézőszám: 8634 |

|  |  |  |  |  |
|  |  |  |  |  |
|  |  |  |  |  |
|  |  |  |  |  |

| 1998. február 8. | Szlovákia (SVK) | 4 – 3 (1–2, 3–1, 0–0) | Olaszország | The Big Hat/ Aqua Wing Arena, Nagano Nézőszám: 8620 |

|  |  |  |  |  |
|  |  |  |  |  |
|  |  |  |  |  |
|  |  |  |  |  |

| 1998. február 10. | Olaszország (ITA) | 5 – 2 (2–0, 2–0, 1–2) | Ausztria | The Big Hat/ Aqua Wing Arena, Nagano Nézőszám: 8473 |

|  |  |  |  |  |
|  |  |  |  |  |
|  |  |  |  |  |
|  |  |  |  |  |

11. helyért
| 1998. február 12. | Franciaország (FRA) | 5 – 1 (1–0, 0–0, 4–1) | Olaszország | The Big Hat/ Aqua Wing Arena, Nagano Nézőszám: 8854 |

|  |  |  |  |  |
|  |  |  |  |  |
|  |  |  |  |  |
|  |  |  |  |  |

| Csapat      | Helyezés |
| ----------- | -------- |
| Olaszország | 12.      |

## Műkorcsolya
| Versenyző                | Versenyszám  | Rövid program     | Rövid program | Rövid program | Kűr               | Kűr     | Kűr         | Összesítés         | Összesítés |
| Versenyző                | Versenyszám  | Több. hely. száma | Hely.         | Hely. pont.   | Több. hely. száma | Hely.   | Hely. pont. | Helyezési pontszám | Helyezés   |
| ------------------------ | ------------ | ----------------- | ------------- | ------------- | ----------------- | ------- | ----------- | ------------------ | ---------- |
| Gilberto Viadana         | Férfi egyéni | 5×24+             | 24.           | 12,0          | 9×23+             | 23.     | 23,0        | 35,0               | 23.        |
| Tony Sabrina Bombardieri | Női egyéni   | 5×27+             | 27.           | 13,5          | kiesett           | kiesett | kiesett     | kiesett            | kiesett    |

| Versenyző                             | Versenyszám | Kötelező tánc 1   | Kötelező tánc 1 | Kötelező tánc 1 | Kötelező tánc 2   | Kötelező tánc 2 | Kötelező tánc 2 | Eredeti (original) tánc | Eredeti (original) tánc | Eredeti (original) tánc | Kűr               | Kűr   | Kűr         | Összesítés         | Összesítés |
| Versenyző                             | Versenyszám | Több. hely. száma | Hely.           | Hely. pont.     | Több. hely. száma | Hely.           | Hely. pont.     | Több. hely. száma       | Hely.                   | Hely. pont.             | Több. hely. száma | Hely. | Hely. pont. | Helyezési pontszám | Helyezés   |
| ------------------------------------- | ----------- | ----------------- | --------------- | --------------- | ----------------- | --------------- | --------------- | ----------------------- | ----------------------- | ----------------------- | ----------------- | ----- | ----------- | ------------------ | ---------- |
| Barbara Fusar-Poli Maurizio Margaglio | Jégtánc     | 6×6+              | 6.              | 1,2             | 8×6+              | 6.              | 1,2             | 6×6+                    | 6.                      | 3,6                     | 6×6+              | 6.    | 6,0         | 12,0               | 6.         |
| Diane Gerencser Pasquale Camerlengo   | Jégtánc     | 5×16+             | 16.             | 3,2             | 5×16+             | 17.             | 3,4             | 6×16+                   | 16.                     | 9,6                     | 9×17+             | 17.   | 17,0        | 33,2               | 17.        |

## Rövidpályás gyorskorcsolya
Férfi
| Versenyző                                                                        | Versenyszám  | Előfutam | Előfutam | Negyeddöntő | Negyeddöntő | Elődöntő | Elődöntő | B döntő  | B döntő | Döntő    | Döntő   | Helyezés |
| Versenyző                                                                        | Versenyszám  | Idő      | Hely.    | Idő         | Hely.       | Idő      | Hely.    | Idő      | Hely.   | Idő      | Hely.   | Helyezés |
| -------------------------------------------------------------------------------- | ------------ | -------- | -------- | ----------- | ----------- | -------- | -------- | -------- | ------- | -------- | ------- | -------- |
| Michele Antonioli                                                                | 1000 m       | kizárták | kizárták | kiesett     | kiesett     | kiesett  | kiesett  | kiesett  | kiesett | kiesett  | kiesett | 30.      |
| Maurizio Carnino                                                                 | 500 m        | 43,927   | 2.       | 43,225      | 4.          | kiesett  | kiesett  | kiesett  | kiesett | kiesett  | kiesett | 15.      |
| Fabio Carta                                                                      | 500 m        | 43,000   | 1.       | 43,763      | 3.          | kiesett  | kiesett  | kiesett  | kiesett | kiesett  | kiesett | 11.      |
| Fabio Carta                                                                      | 1000 m       | 1:31,315 | 2.       | 1:32,358    | 1.          | 1:39,402 | 3.       | 1:33,015 | 2.      |          |         | 6.       |
| Michele Antonioli Maurizio Carnino Fabio Carta Diego Cattani Nicola Franceschina | 5000 m váltó |          |          |             |             | 7:07,770 | 2.       |          |         | 7:15,212 | 4.      | 4.       |

Női
| Versenyző          | Versenyszám | Előfutam | Előfutam | Negyeddöntő | Negyeddöntő | Elődöntő | Elődöntő | B döntő | B döntő | Döntő   | Döntő   | Helyezés |
| Versenyző          | Versenyszám | Idő      | Hely.    | Idő         | Hely.       | Idő      | Hely.    | Idő     | Hely.   | Idő     | Hely.   | Helyezés |
| ------------------ | ----------- | -------- | -------- | ----------- | ----------- | -------- | -------- | ------- | ------- | ------- | ------- | -------- |
| Barbara Baldissera | 500 m       | 46,113   | 3.       | kiesett     | kiesett     | kiesett  | kiesett  | kiesett | kiesett | kiesett | kiesett | 17.      |
| Marinella Canclini | 500 m       | 1:14,224 | 4.       | kiesett     | kiesett     | kiesett  | kiesett  | kiesett | kiesett | kiesett | kiesett | 30.      |
| Marinella Canclini | 1000 m      | 1:35,971 | 2.       | 1:38,517    | 4.          | kiesett  | kiesett  | kiesett | kiesett | kiesett | kiesett | 16.      |
| Katia Colturi      | 1000 m      | 1:39,937 | 3.       | kiesett     | kiesett     | kiesett  | kiesett  | kiesett | kiesett | kiesett | kiesett | 22.      |
| Mara Urbani        | 500 m       | 46,287   | 2.       | 46,215      | 1.          | 46,473   | 4.       | 46,687  | 3.      |         |         | 5.       |
| Mara Urbani        | 1000 m      | 1:39,231 | 3.       | kiesett     | kiesett     | kiesett  | kiesett  | kiesett | kiesett | kiesett | kiesett | 21.      |

## Síakrobatika
Ugrás
| Versenyző     | Versenyszám | Selejtező | Selejtező | Döntő   | Döntő    |
| Versenyző     | Versenyszám | Pont      | Helyezés  | Pont    | Helyezés |
| ------------- | ----------- | --------- | --------- | ------- | -------- |
| Freddy Romano | Férfi       | 195,38    | 14.       | kiesett | kiesett  |

Mogul
| Versenyző     | Versenyszám | Selejtező | Selejtező | Döntő   | Döntő    |
| Versenyző     | Versenyszám | Pont      | Helyezés  | Pont    | Helyezés |
| ------------- | ----------- | --------- | --------- | ------- | -------- |
| Petra Moroder | Női         | 19,30     | 22.       | kiesett | kiesett  |

## Sífutás
Férfi
| Versenyző                                              | Versenyszám         | Eredmény  | Helyezés |
| ------------------------------------------------------ | ------------------- | --------- | -------- |
| Marco Albarello                                        | 10 km               | 29:10,1   | 26.      |
| Marco Albarello                                        | 30 km               | 1:38:07,1 | 7.       |
| Giorgio Di Centa                                       | 30 km               | 1:38:14,9 | 8.       |
| Silvio Fauner                                          | 10 km               | 28:15,5   | 10.      |
| Silvio Fauner                                          | 15 km üldözőverseny | 40:24,9   | 4.       |
| Silvio Fauner                                          | 30 km               | 1:36:08,5 |          |
| Silvio Fauner                                          | 50 km               | 2:08:44,3 | 10.      |
| Fabio Maj                                              | 10 km               | 29:13,8   | 28.      |
| Fabio Maj                                              | 15 km üldözőverseny | 41:31,4   | 13.      |
| Pietro Piller Cottrer                                  | 50 km               | 2:12:37,9 | 16.      |
| Maurizio Pozzi                                         | 50 km               | 2:08:13,2 | 9.       |
| Fulvio Valbusa                                         | 10 km               | 28:17,0   | 11.      |
| Fulvio Valbusa                                         | 15 km üldözőverseny | 40:25,1   | 5.       |
| Fulvio Valbusa                                         | 30 km               | 1:37:31,1 | 5.       |
| Fulvio Valbusa                                         | 50 km               | 2:06:44,3 | 5.       |
| Marco Albarello Fulvio Valbusa Fabio Maj Silvio Fauner | 4 × 10 km váltó     | 1:40:55,9 |          |

Női
| Versenyző                                                          | Versenyszám         | Eredmény      | Helyezés      |
| ------------------------------------------------------------------ | ------------------- | ------------- | ------------- |
| Stefania Belmondo                                                  | 5 km                | 18:19,8       | 12.           |
| Stefania Belmondo                                                  | 10 km üldözőverseny | 28:42,6       | 5.            |
| Stefania Belmondo                                                  | 15 km               | 48:57,7       | 8.            |
| Stefania Belmondo                                                  | 30 km               | 1:22:11,7     |               |
| Antonella Confortola-Wyatt                                         | 15 km               | 51:07,6       | 27.           |
| Antonella Confortola-Wyatt                                         | 30 km               | 1:29:31,6     | 20.           |
| Manuela Di Centa                                                   | 5 km                | 18:48,9       | 21.           |
| Manuela Di Centa                                                   | 10 km üldözőverseny | 30:47,1       | 23.           |
| Karin Moroder                                                      | 15 km               | 51:36,1       | 30.           |
| Karin Moroder                                                      | 30 km               | nem ért célba | nem ért célba |
| Gabriella Paruzzi                                                  | 5 km                | 18:14,7       | 9.            |
| Gabriella Paruzzi                                                  | 10 km üldözőverseny | 29:36,8       | 12.           |
| Gabriella Paruzzi                                                  | 15 km               | 49:20,7       | 14.           |
| Gabriella Paruzzi                                                  | 30 km               | 1:26:06,0     | 10.           |
| Sabina Valbusa                                                     | 5 km                | 19:00,6       | 29.           |
| Sabina Valbusa                                                     | 10 km üldözőverseny | 30:34,0       | 17.           |
| Karin Moroder Gabriella Paruzzi Manuela Di Centa Stefania Belmondo | 4 × 5 km váltó      | 56:53,3       |               |

## Síugrás
| Versenyző     | Versenyszám | 1. ugrás | 1. ugrás | 2. ugrás | 2. ugrás | Összesítés | Összesítés |
| Versenyző     | Versenyszám | Pont     | Hely.    | Pont     | Hely.    | Pont       | Helyezés   |
| ------------- | ----------- | -------- | -------- | -------- | -------- | ---------- | ---------- |
| Roberto Cecon | Normálsánc  | 85,0     | 32.**    | kiesett  | kiesett  | kiesett    | kiesett    |
| Roberto Cecon | Nagysánc    | 109,8    | 14.      | 107,8    | 23.      | 217,6      | 22.        |

** - két másik versenyzővel azonos eredményt ért el

## Snowboard
Halfpipe
| Versenyző           | Versenyszám | 1. selejtező | 1. selejtező | 2. selejtező | 2. selejtező | Döntő      | Döntő      | Döntő   | Helyezés |
| Versenyző           | Versenyszám | Pont         | Hely.        | Pont         | Hely.        | 1. forduló | 2. forduló | Össz.   | Helyezés |
| ------------------- | ----------- | ------------ | ------------ | ------------ | ------------ | ---------- | ---------- | ------- | -------- |
| Alessandra Pescosta | Női         | 22,8         | 24.          | 18,9         | 20.          | kiesett    | kiesett    | kiesett | 24.      |

Giant slalom
| Versenyző                 | Versenyszám | 1. futam | 1. futam | 2. futam | 2. futam | Összesítés | Összesítés |
| Versenyző                 | Versenyszám | Idő      | Hely.    | Idő      | Hely.    | Idő        | Helyezés   |
| ------------------------- | ----------- | -------- | -------- | -------- | -------- | ---------- | ---------- |
| Karl Frenademez           | Férfi       | 1:03,33  | 20.      | 1:12,62  | 20.      | 2:15,95    | 20.        |
| Elmar Messner             | Férfi       | 1:01,42  | 13.*     | 1:07,99  | 15.      | 2:09,41    | 13.        |
| Thomas Prugger            | Férfi       | 59,38    | 2.*      | 1:04,60  | 5.       | 2:03,98    |            |
| Willi Trakofler           | Férfi       | 1:01,42  | 13.*     | 1:05,88  | 11.      | 2:07,30    | 11.        |
| Dagi Mair unter der Eggen | Női         | 1:13,35  | 9.       | 1:09,07  | 13.      | 2:22,42    | 7.         |
| Margherita Parini         | Női         | 1:21,42  | 20.      | 1:06,15  | 1.       | 2:27,57    | 13.        |
| Marion Posch              | Női         | 1:13,32  | 8.       | 1:08,02  | 7.       | 2:21,34    | 6.         |
| Lidia Trettel             | Női         | 1:11,68  | 3.       | 1:08,03  | 8.       | 2:19,71    | 4.         |

* - egy másik versenyzővel azonos eredményt ért el

## Szánkó
| Versenyző                                 | Versenyszám | 1. futam | 1. futam | 2. futam | 2. futam | 3. futam | 3. futam | 4. futam | 4. futam | Összesítés | Összesítés |
| Versenyző                                 | Versenyszám | Idő      | Hely.    | Idő      | Hely.    | Idő      | Hely.    | Idő      | Hely.    | Idő        | Helyezés   |
| ----------------------------------------- | ----------- | -------- | -------- | -------- | -------- | -------- | -------- | -------- | -------- | ---------- | ---------- |
| Norbert Huber                             | Férfi egyes | 50,100   | 7.       | 50,129   | 11.      | 50,026   | 10.      | 49,883   | 6.       | 3:20,138   | 10.        |
| Reinhold Rainer                           | Férfi egyes | 50,105   | 8.       | 50,008   | 9.       | 49,897   | 5.       | 49,936   | 8.       | 3:19,946   | 8.         |
| Armin Zöggeler                            | Férfi egyes | 49,715   | 2.       | 49,690   | 2.       | 49,737   | 3.       | 49,797   | 3.       | 3:18,939   |            |
| Natalie Obkircher                         | Női egyes   | 51,910   | 11.      | 51,967   | 12.      | 51,530   | 13.      | 51,270   | 11.      | 3:26,677   | 12.        |
| Doris Preindl                             | Női egyes   | 52,178   | 15.      | 52,107   | 16.      | 51,638   | 15.      | 55,373   | 28.      | 3:31,296   | 26.        |
| Gerda Weissensteiner                      | Női egyes   | 51,744   | 8.       | 51,998   | 13.      | 51,415   | 10.      | 50,956   | 9.       | 3:26,113   | 9.         |
| Kurt Brugger Wilfried Huber               | Kettes      | 50,897   | 5.       | 50,871   | 8.       |          |          |          |          | 1:41,768   | 5.         |
| Gerhard Plankensteiner Oswald Haselrieder | Kettes      | 51,084   | 6.       | 50,833   | 7.       |          |          |          |          | 1:41,917   | 6.         |